# Rejon swietłogorski
Rejon swietłogorski (ros. Светлогорский район) – jednostka podziału administracyjnego wchodząca w skład rosyjskiego obwodu królewieckiego.
Rejon leży w zachodniej części obwodu, na Półwyspie Sambijskim, nad Morzem Bałtyckim, a jego ośrodkiem administracyjnym jest miasto Swietłogorsk.
Rejon został utworzony w 2007 r. z dotychczasowego okręgu miejskiego.